# شوگر راجرز
شکر راجرز (انگلیسی: Sugar Rodgers؛ زادهٔ ۸ دسامبر ۱۹۸۹) بازیکن بسکتبال اهل ایالات متحده آمریکا است.